# 萩原眞一
萩原 眞一（はぎわら しんいち、1954年 - ）は、日本の大学教授、文学修士。

## 人物
慶應義塾大学文学部卒業（1979年）、同大学大学院修士課程文学研究科修了（1981年）、文学修士。現在、慶應義塾大学理工学部教授。外国語・総合教育教室に所属。
専門分野は、ポストヒューマン・ボディーズ、優生学、アイデンティティ、補綴術、生殖テクノロジー。テクノ身体を、外面的にではなく内面の問題として、つまり感情、意識、経験の問題として捉えていく視点を設定し、身体とテクノロジーの新しい位相を現代英文学を基軸にして研究している。